# Comité Nacional de Coordinación de las Fuerzas de Cambio Democrático
El Comité Nacional de Coordinación de las Fuerzas de Cambio Democrático (en árabe: هيئة التنسيق الوطنية لقوى التغيير الديمقر, Hayyat al-Tansiq al-Wataniat Liqiwa al-Taghyir al-Dimuqrati) o Junta Nacional de Coordinación del Cambio Democrático o simplemente Comité de Coordinación Nacional es un bloque político opositor sirio presidido por Hassan Abdel Azim, que consiste en alrededor del 13 organizaciones políticas de izquierda. 
El Comité, junto con el Consejo Nacional Sirio, son las dos principales facciones de la oposición al gobierno de Bashar al-Assad. El Comité de Coordinación considera que la solución es convencer al gobierno sirio de la necesidad de cambio y diálogo con la oposición, y espera resolver la crisis actual a través del diálogo, a fin de lograr «una transición segura y pacífica de un estado de despotismo a la democracia».

## Fundación
El Comité de Coordinación se formó en un congreso en Damasco en el año 2011. Reúne a la mayoría de los partidos políticos de la Agrupación Nacional Democrática, anteriormente principal coalición de oposición secular de Siria. 
Tiene una membresía generalmente laica, aunque no de forma exclusiva. La mayoría de las organizaciones miembros tienen un perfil de izquierda, mientras que algunos también son fuertemente nacionalistas árabes o nacionalistas kurdos.
El bloque se describe a veces como una tendencia política más moderada en su estrategia política, diferente de la postura opositora que tiene el Consejo Nacional Sirio, pero sí exigen el desmantelamiento del actual gobierno y la destitución de Bashar al-Assad del cargo de presidente. 
En general, se opone firmemente a la intervención extranjera. Esto ha llevado a los conflictos persistentes con el Consejo Nacional Sirio, que es visto como más acogedor de la intervención occidental y que incluye algunos miembros que abiertamente llaman a una intervención militar occidental. Por otro lado, el Comité de Coordinación ha indicado que apoya algún tipo de intervención pan-árabe para resolver la crisis.
Con sede en Damasco, es presidido por el abogado Hassan Abdul Azim, quien es también el portavoz de la Agrupación Nacional Democrática y el presidente de la Unión Árabe Socialista Democrática, un partido nasserista de oposición prohibido. 
El portavoz del Comité de Coordinación en el extranjero es Haitham Manna, un autor con sede en París y activista de derechos humanos, que también es portavoz de la Comisión Árabe de Derechos Humanos (CADH).

## Partidos componentes
- Unión Árabe Socialista Democrática
- Partido Árabe Revolucionario Obrero
- Partido Laborista Comunista
- Movimiento Socialista Árabe
- Partido Popular Democrático Sirio
- Juntos por una Siria Libre y Democrática
- Partido de la Unión Democrática
- Asamblea de Izquierda Marxista
- Partido Baath Árabe Socialista Democrático